# Корпуайе-ла-Шапель
Корпуайе́-ла-Шапе́ль (фр. Corpoyer-la-Chapelle) — коммуна во Франции, находится в регионе Бургундия. Департамент коммуны — Кот-д’Ор. Входит в состав кантона Венаре-Ле-Лом. Округ коммуны — Монбар.
Код INSEE коммуны — 21197.

## Население
Население коммуны на 2010 год составляло 20 человек.
| 1962 | 1968 | 1975 | 1982 | 1990 | 1999 | 2010 |
| ---- | ---- | ---- | ---- | ---- | ---- | ---- |
| 46   | 51   | 25   | 12   | 28   | 26   | 20   |

## Экономика
В 2010 году среди 11 человек трудоспособного возраста (15—64 лет) 9 были экономически активными, 2 — неактивными (показатель активности — 81,8 %, в 1999 году было 63,6 %). Из 9 активных жителей работали 9 человек (4 мужчины и 5 женщин), безработных не было. Среди 2 неактивных 0 человек были учениками или студентами, 1 — пенсионером, 1 был неактивным по другим причинам.